# Bardzo poszukiwany człowiek (film)
Bardzo poszukiwany człowiek (ang.: A Most Wanted Man) – brytyjsko-amerykańsko-niemiecki thriller z 2014 roku w reżyserii Antona Corbijna. Adaptacja powieści Johna le Carré pt: "Bardzo poszukiwany człowiek" z 2009 r.

## Obsada
- Philip Seymour Hoffman jako Günther Bachmann
- Willem Dafoe jako Tommy Brue
- Robin Wright jako Martha Sullivan
- Rachel McAdams jako Annabel Richter
- Daniel Brühl jako Max
- Martin Wuttke
- Nina Hoss jako Erna Frey
- Grigoriy Dobrygin jako Issa Karpov
- Rainer Bock
- Kostja Ullmann jako Rasheed
- Charlotte Schwab
- Derya Alabora
- Max Volkert Martens
- Franz Hartwig jako Karl
- Mehdi Dehbi jako Jamal

i inni.